# ويليام سويني
ويليام سويني (بالإنجليزية: William Sweeney)‏ هو عالم موسيقى وملحن بريطاني، ولد في 5 يناير 1950 في غلاسكو في المملكة المتحدة.

## وصلات خارجية
- ويليام سويني على موقع ميوزك برينز (الإنجليزية)
- ويليام سويني على موقع أول ميوزيك (الإنجليزية)
- ويليام سويني على موقع ديسكوغز (الإنجليزية)